# Moulin de Mametz

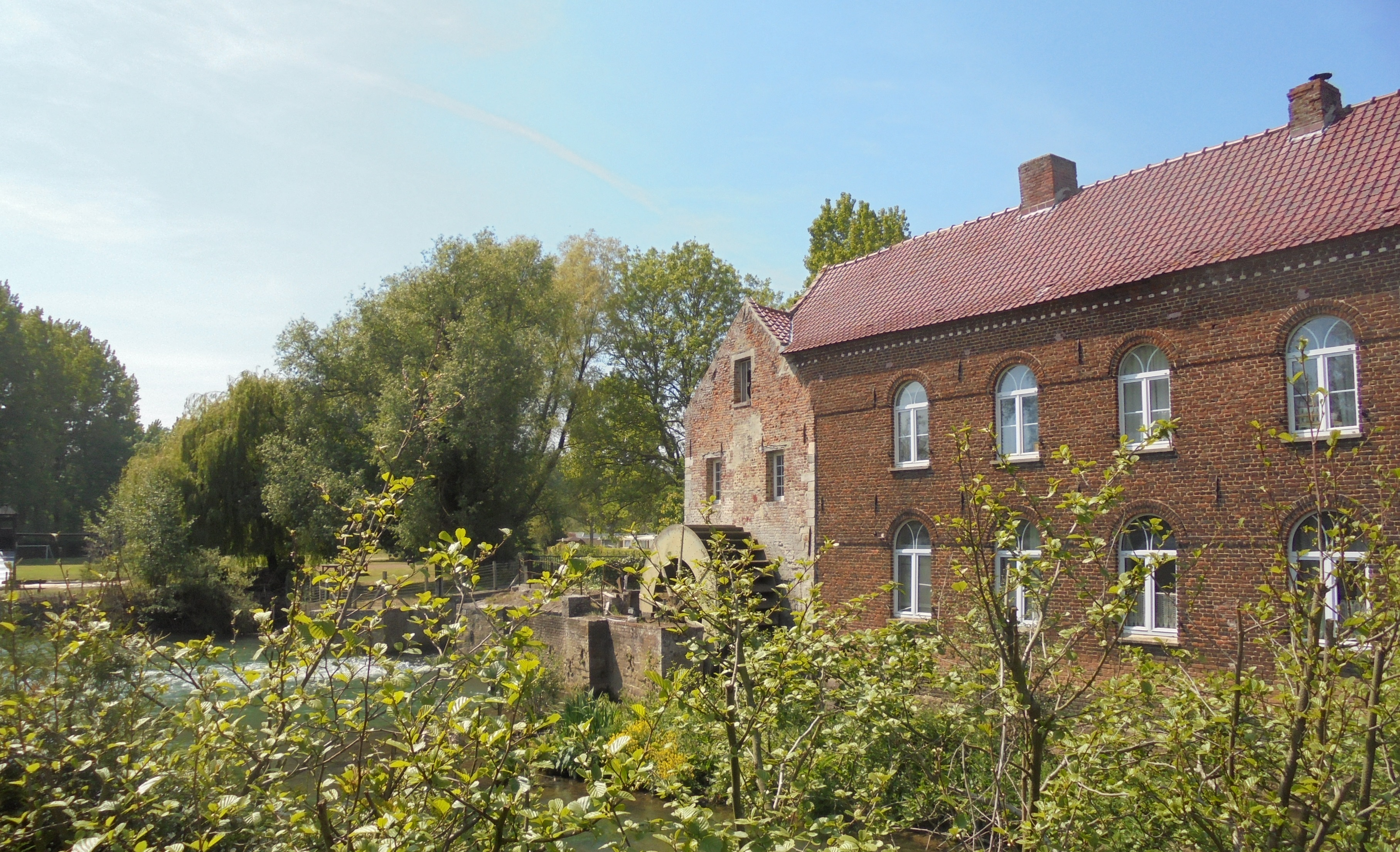
Moulin de Mametz

De Moulin de Mametz is een watermolen op de Leie, gelegen in de tot het departement Pas-de-Calais behorende plaats Mametz, aan de Rue du Moulin.
Het betreft een onderslagmolen die zeker al sinds 1600 heeft bestaan en toebehoorde aan het Kasteel van Mametz. De molen bezat in de 19e eeuw een metalen waterrad van het type Poncelet en er waren zes paar molenstenen.
Na gemalen te hebben voor diverse eigenaars kwam de molen tot stilstand, doch eigenaar Lecat liet de molen restaureren en deze bezit ook weer een metalen waterrad.